# 梅珀爾
梅珀爾（荷蘭語：Meppel）是荷蘭的市镇，位於荷蘭東北部，由德倫特省負責管轄，面積55.68平方公里，始建於十六世紀，2007年人口31,063。第二次世界大戰期間，鎮上232名猶太人居民被殺。

## 外部連結
- 官方網站 （页面存档备份，存于）
- Drawings of Meppel

52°42′N 6°12′E / 52.700°N 6.200°E